# Coscinodon australis
Coscinodon australis là một loài Rêu trong họ Grimmiaceae. Loài này được Dixon & Sainsbury mô tả khoa học đầu tiên năm 1945.